# Sitta neumayer

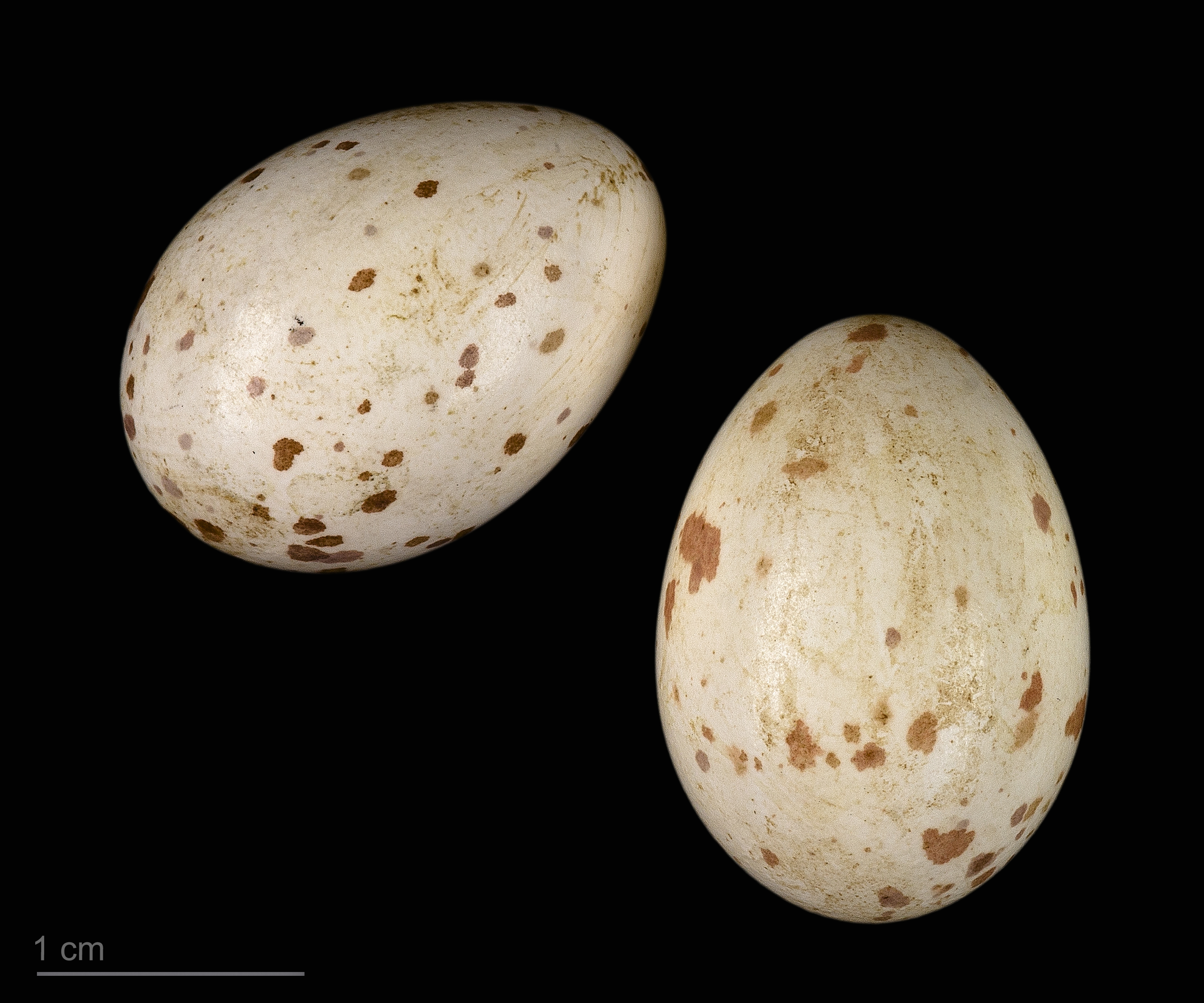
Sitta neumayer neumayer - MHNT

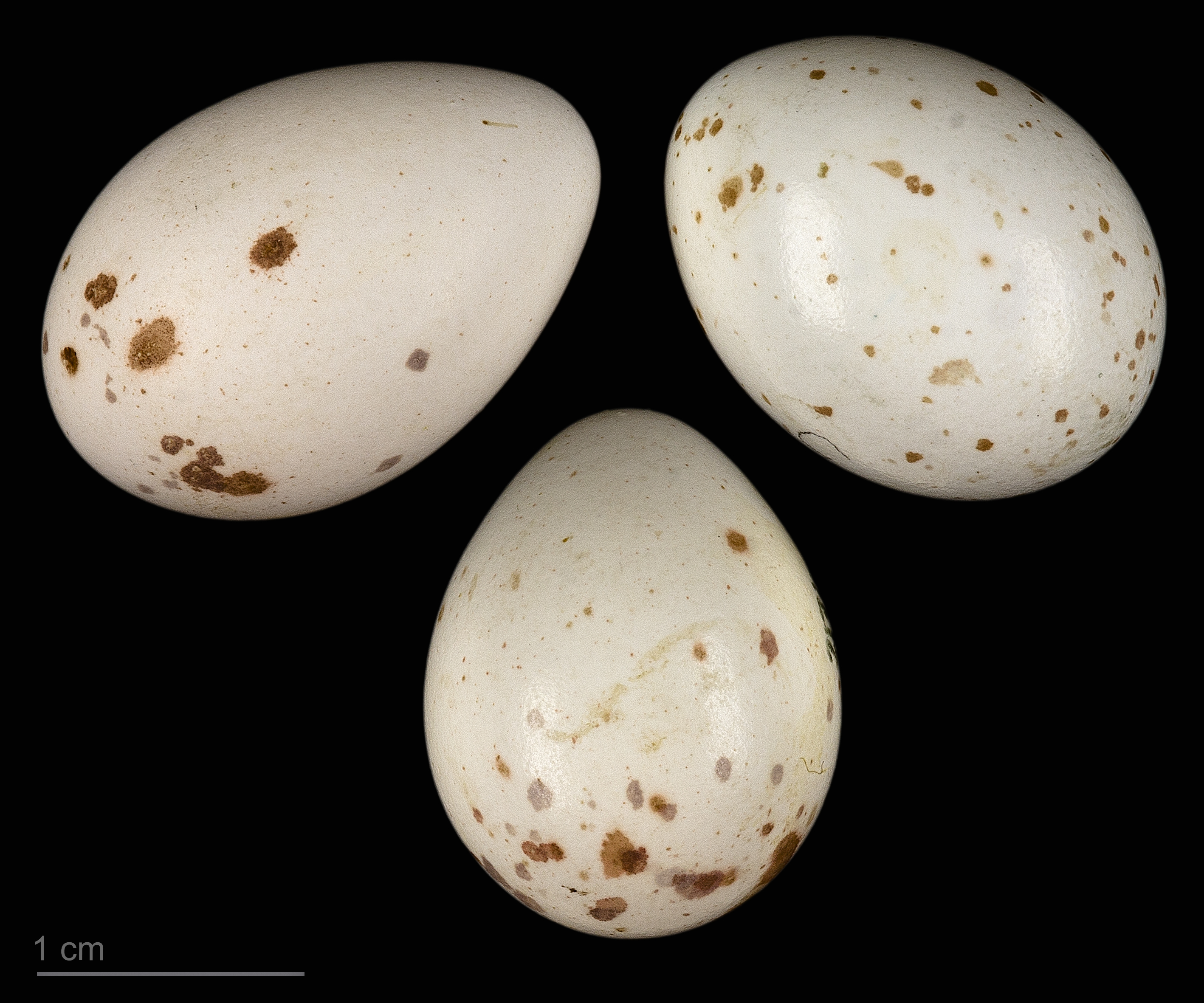
Sitta neumayer syriaca - MHNT

El trepador rupestre occidental (Sitta neumayer) es una especie de ave paseriforme perteneciente a la familia  Sittidae.

## Distribución y hábitat
Se encuentra desde Serbia a través de Grecia y Turquía hasta Irán.  Es un ave asociada a hábitats con rocas desnudas, especialmente en las zonas montañosas.

## Subespecies
- Sitta neumayer neumayer
- Sitta neumayer plumbea
- Sitta neumayer rupicola
- Sitta neumayer syriaca
- Sitta neumayer tschitscherini
- Sitta neumayer zarudnyi